# Motore V14
Un motore V14 è un motore a V con 14 cilindri montati sul basamento in due banchi di sette ciascuno. È un layout relativamente raro, che viene utilizzato su grandi motori diesel a velocità media utilizzati per la generazione di energia e la propulsione marina.

## Uso marino
MAN B&W offre il layout V14 per tutti i suoi attuali motori diesel a velocità media eccetto V28-33D e L58-64, con potenze che vanno da 7000 a 16800 kW. I motori MAN V14 sono stati installati ad esempio su Explorer Dream e Norwegian Spirit, entrambi alimentati da quattro gruppi elettrogeni 14V48/60 che producono 14700 kW ciascuno. Tuttavia, altri importanti produttori normalmente non offrono motori a velocità media nella configurazione V14. Wärtsilä ha iniziato solo di recente a offrire le versioni V14 dei suoi ultimi modelli di motore, 31 e 46DF.
In passato, i motori V14 sono stati offerti anche da altri produttori. Nel 1982-1987 diciannove navi da carico artiche tipo SA-15 furono costruite con due motori Wärtsilä-Sulzer 14ZV40/48 a 7700 kW. SEMT Pielstick, oggi parte di MAN B&W, produceva anche motori a quattro tempi con 14 cilindri in configurazione a V (14PC2 e 14PC4). Sono stati utilizzati ad esempio su RFA Bayle, una nave cisterna di supporto classe Leaf della Royal Fleet Auxiliary.